# Big K.R.I.T.
Big K.R.I.T., pseudonimo di Justin Scott (Meridian, 26 agosto 1986), è un rapper e produttore discografico statunitense.
Il nome KRIT è l'acronimo di "King Remembered In Time".

## Discografia

### Album in studio

#### Solisti
- 2012 – Live from the Underground
- 2014 – Cadillactica
- 2017 – 4eva Is a Mighty Long Time
- 2019 – K.R.I.T. Iz Here
- 2022 – Digital Roses Don't Die

#### In collaborazione
- 2022 – Full Court Press (con Wiz Khalifa, Smoke DZA e Girl Talk)

### Mixtape
- 2005 – See Me on Top
- 2005 – See Me on Top II
- 2006 – Hood Fame
- 2008 – See Me on Top III
- 2009 – The Last King
- 2010 – K.R.I.T. Wuz Here
- 2011 – Return of 4Eva
- 2011 – Last King 2: God's Machine
- 2012 – 4eva N a Day
- 2013 – King Remembered In Time
- 2014 – See Me On Top IV
- 2015 – It's Better This Way
- 2016 – #12FOR12
- 2021 – A Style Not Quite Free

### Compilation
- 2015 – All My Life
- 2019 – TDT

### EP
- 2011 – R4 The Prequel
- 2012 – 4eva N a Day (Road Less Traveled Edition)
- 2018 – Thrice X
- 2018 – Double Down
- 2018 – Trifecta